# Gregorio Lavilla

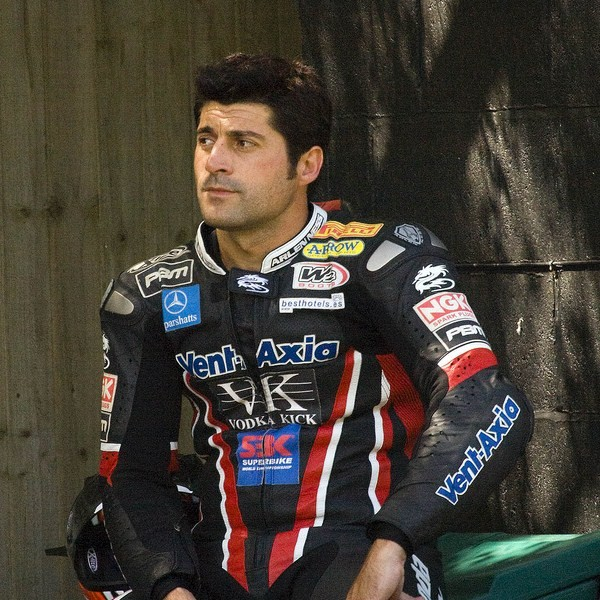
Gregorio Lavilla op Brands Hatch in 2008.

Gregorio Lavilla Vidal (Vandellòs i l'Hospitalet de l'Infant, 29 september 1973) is een Spaans voormalig motorcoureur. In 2005 werd hij kampioen in het Brits kampioenschap superbike.

## Carrière
Lavilla behaalde zijn eerste succes in de motorsport in 1994, toen hij de titel won in het Spaans kampioenschap superbike. Dat jaar debuteerde hij tevens in het wereldkampioenschap superbike tijdens de races op Albacete als wildcardcoureur op een Yamaha en eindigde tweemaal als zeventiende. In 1995 maakte hij de overstap naar de 250 cc-klasse van het wereldkampioenschap wegrace, waarin hij gedurende het gehele seizoen op een Honda reed. Hij kwam enkel tot scoren met twee vijftiende plaatsen in zijn debuutrace in Australië en in de TT van Assen, waardoor hij met 2 punten op plaats 32 in het klassement eindigde. In 1996 kwam hij uit in de Thunderbike Trophy op een Yamaha. Een zesde plaats op het TT-Circuit Assen was zijn beste resultaat en hij werd met 40 punten veertiende in het kampioenschap. Ook keerde hij dat jaar terug in het WK superbike in de races op Albacete op een Yamaha en eindigde hierin ditmaal als elfde en twaalfde.
In 1997 werd Lavilla tweede in het Duits kampioenschap superbike voor Ducati. Tevens reed hij voor deze fabrikant in vier raceweekenden van het WK superbike, waarin een zevende plaats op Albacete zijn beste resultaat was. In 1998 reed hij, nog altijd voor Ducati, zijn eerste volledige seizoen in deze klasse. Hij behaalde direct twee podiumplaatsen op Albacete en Kyalami en werd zo met 83,5 punten twaalfde in de eindstand. Tevens maakte hij zijn debuut in de 500 cc-klasse van het WK wegrace in de race in Duitsland voor het team Movistar Honda Pons als eenmalige vervanger van de geblesseerde Carlos Checa en eindigde hierin als elfde.
In 1999 stapte Lavilla binnen het WK superbike over naar het fabrieksteam van Kawasaki. Hij kwam niet op het podium terecht, maar met twee vierde plaatsen in Albacete en Nürburg als beste resultaten werd hij achtste in het klassement met 156 punten. In 2000 moest hij vier raceweekenden missen vanwege een blessure, maar hierna behaalde hij zijn eerste podium voor Kawasaki in Oschersleben. Met 133 punten werd hij tiende in het kampioenschap. In 2001 behaalde hij twee podiumplaatsen in Valencia en Misano en werd zo opnieuw tiende in de eindstand met 166 punten.
In 2002 maakte Lavilla binnen het WK superbike de overstap naar het fabrieksteam van Suzuki. Deze motorfiets was geen partij voor de vele Ducati's in het veld en Lavilla behaalde zijn beste klassering met een vijfde plaats in Monza. Met 130 punten bezette hij voor het derde seizoen op een rij de tiende plaats in het kampioenschap. In 2003 kende hij een beter seizoen en behaalde hij zeven podiumplaatsen, waaronder in beide races in Monza. Met 256 punten werd hij vijfde in het klassement. In 2004 stapte Suzuki uit het WK superbike, maar Lavilla bleef wel aan als testrijder van de fabrikant. In deze hoedanigheid keerde hij terug naar het WK wegrace, waarin hij in de MotoGP twee wildcardraces reed en twee races als vervanger van Yukio Kagayama. Een zestiende plaats in Australië was zijn beste resultaat. Ook debuteerde hij in het Brits kampioenschap superbike als invaller van de geblesseerde Kagayama in de races op het Thruxton Circuit en eindigde hierin als vierde en derde.

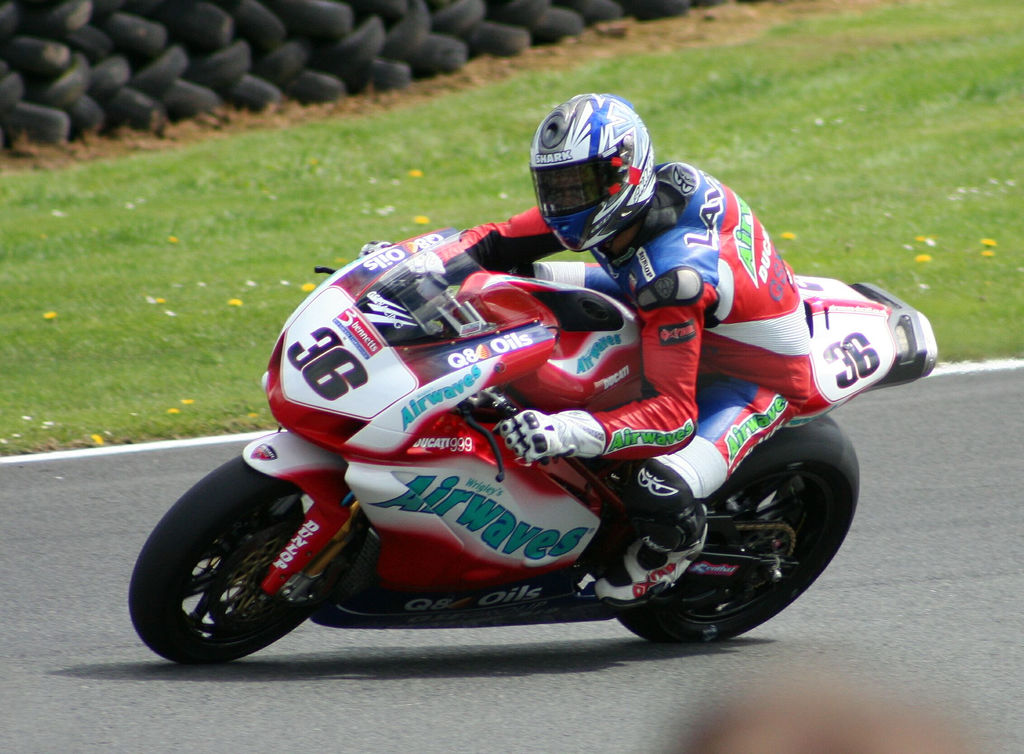
Gregorio Lavilla op Oulton Park in 2005.

In 2005 reed Lavilla zijn eerste volledige seizoen in het Brits kampioenschap superbike op een Ducati. Hij zou oorspronkelijk enkel in het eerste weekend op Brands Hatch uitkomen als vervanger van de geblesseerde James Haydon. Hij eindigde in beide races op het podium, waarop zijn team besloot dat hij het hele seizoen mocht rijden. Gedurende het seizoen behaalde hij zeven overwinningen op Mondello Park, het Croft Circuit, het Snetterton Motor Racing Circuit, Silverstone, Donington Park (tweemaal) en Brands Hatch. Daarnaast eindigde hij in alle races waarin hij aan de finish kwam slechts eenmaal buiten het podium. Met 461 punten werd hij in zijn debuutseizoen gekroond tot kampioen in de klasse; hij had wel het geluk dat zijn voornaamste concurrent Ryuichi Kiyonari, die vijf races meer won, twee raceweekenden geblesseerd moest toekijken.

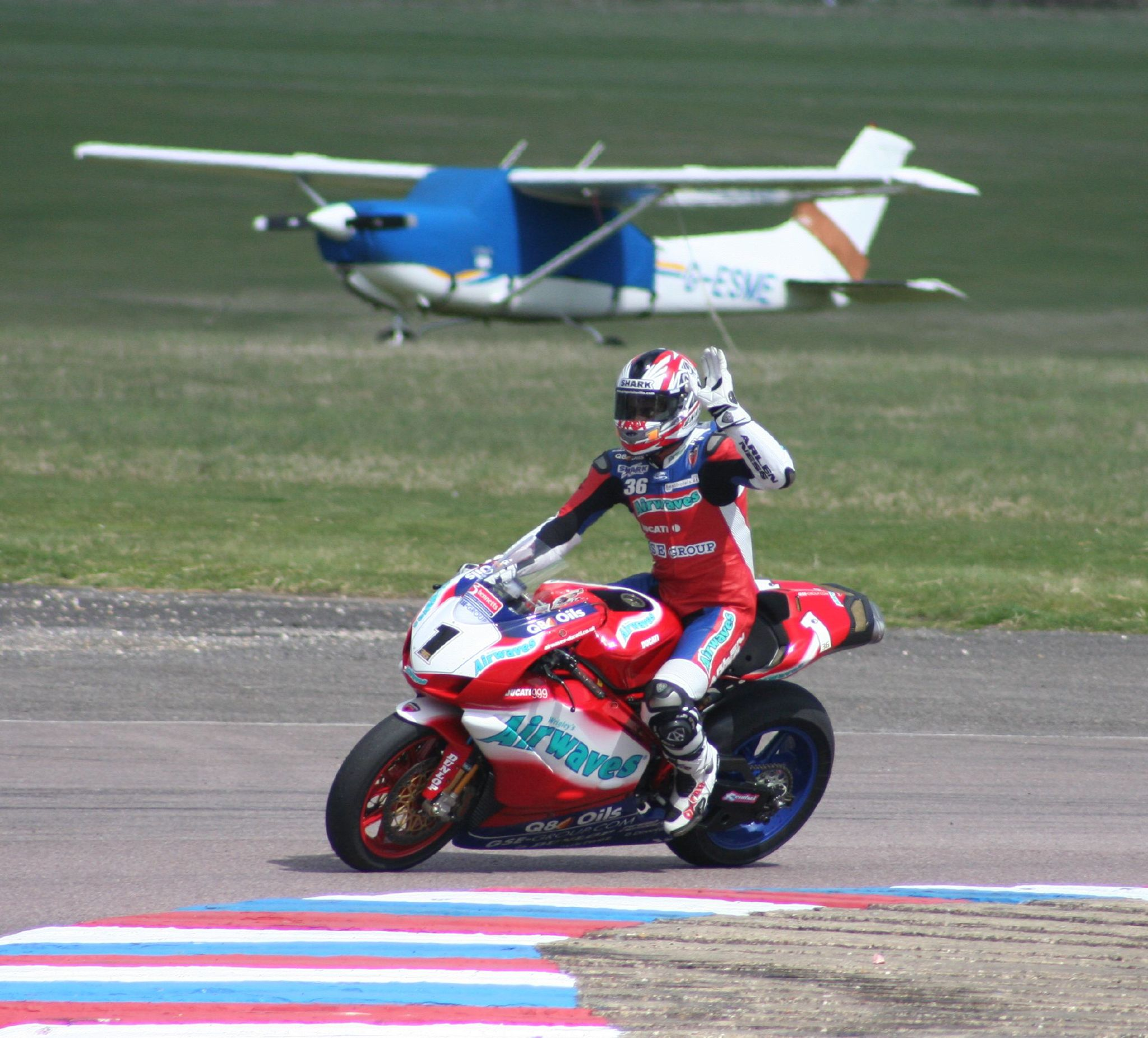
Gregorio Lavilla op het Thruxton Circuit in 2006.

In 2006 begon Lavilla het seizoen nog sterker dan in 2005 met zeven overwinningen in de eerste tien races. Hierna viel hij echter meerdere keren uit en finishte hij buiten de top 10, waardoor zijn leiding in het kampioenschap verdween. Hij kon zich herpakken met zes opeenvolgende podiumplaatsen en voorafgaand aan het laatste weekend op Brands Hatch stond hij opnieuw aan de leiding. In de laatste twee races wist hij echter de finish niet te halen en hij eindigde uiteindelijk met 377 punten achter Ryuichi Kiyonari en teamgenoot Leon Haslam als derde in het klassement. In 2007 won hij de eerste vier races en behaalde hij nog een vijfde overwinning in op Oulton Park. Hierna begon hij echter aan een mindere reeks, met slechts drie podiumplaatsen voordat hij de laatste twee races op Brands Hatch won. Met 368 punten werd hij achter Kiyonari, Jonathan Rea en Haslam vierde in de eindstand.
In 2008 keerde Lavilla terug in het WK superbike op een Honda. In alle races die hij finishte scoorde hij punten, maar hij behaalde geen podiumplaatsen en een vierde plaats op Donington was zijn beste resultaat. Met 135 punten werd hij twaalfde in het kampioenschap. In 2009 had hij in eerste instantie geen contract, maar vanaf het zesde weekend op Kyalami viel hij op een Ducati in voor de geblesseerde Brendan Roberts. Zijn team bevestigde dat hij het seizoen zou afmaken, maar na vier raceweekenden, waarin een elfde plaats in zijn eerste race zijn beste resultaat was, werd hij weer vervangen door Matteo Baiocco.
Na zijn carrière als motorcoureur werd Lavilla in 2012 crew chief bij het MotoGP-team Avintia Racing. In 2013 werd hij lid van het organisatieteam van het WK superbike en later werd hij de sportief directeur van deze klasse.